# Michael Ebling

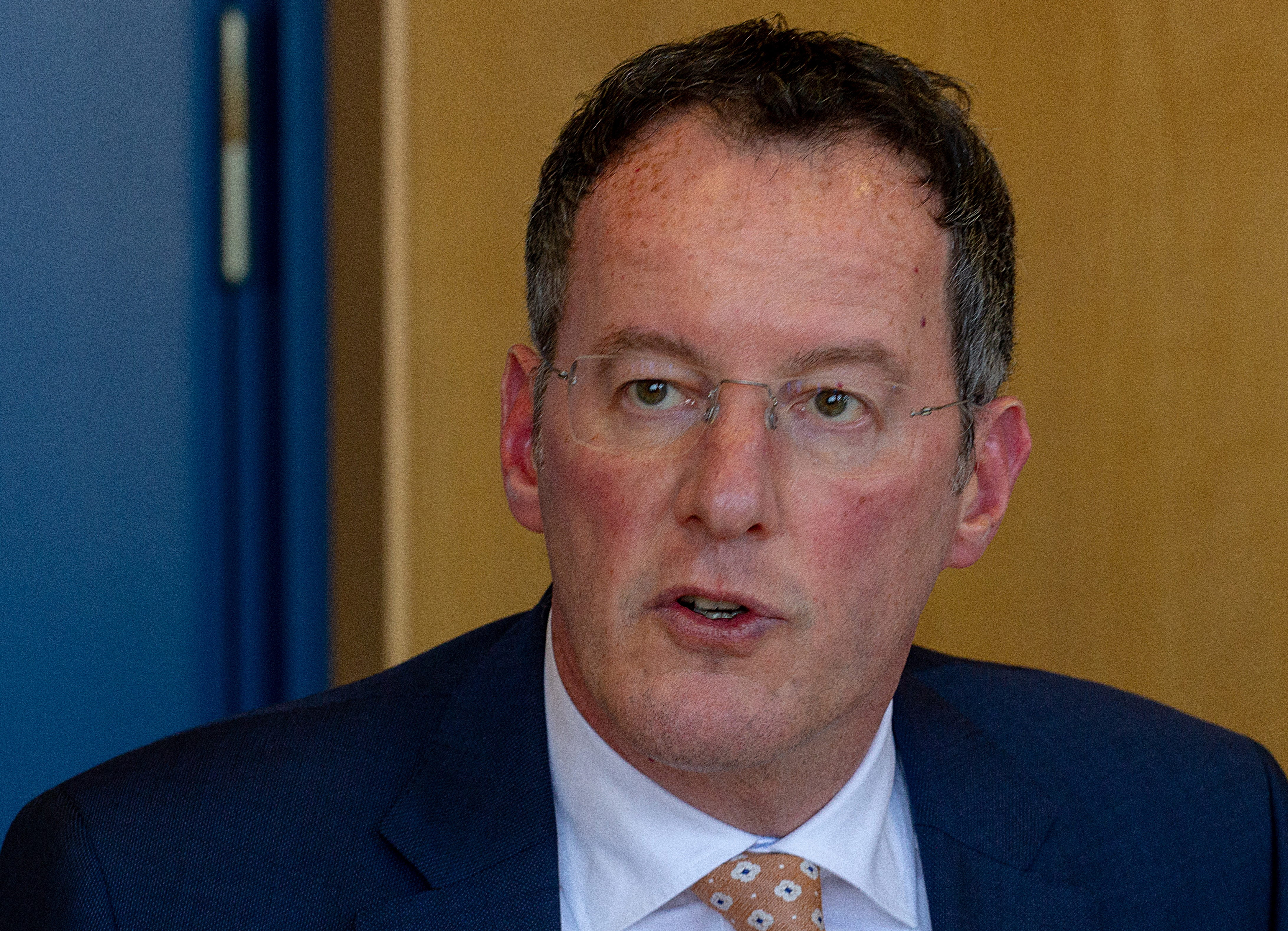
Michael Ebling (2019)

 Michael Ebling  (* 27. Januar 1967 in Mainz-Mombach) ist ein deutscher Politiker (SPD). Seit Oktober 2022 ist er Innenminister des Landes Rheinland-Pfalz. Zuvor war er von April 2012 bis Oktober 2022 Oberbürgermeister von Mainz und davor von Mai 2006 bis April 2012 Staatssekretär im rheinland-pfälzischen Bildungsministerium.

## Leben
Ebling ist der Sohn eines Tankstellenbetreibers. Er lebt in einer gleichgeschlechtlichen Partnerschaft und wohnt in Mainz-Mombach. Sein älterer Bruder Thomas war von 2015 bis Dezember 2020 Polizeipräsident in Ludwigshafen am Rhein (Polizeipräsidium Rheinpfalz).

### Ausbildung und Beruf
Er studierte nach dem Abitur am heutigen Otto-Schott-Gymnasium an der Johannes Gutenberg-Universität Mainz Rechtswissenschaften und arbeitete als Mitarbeiter beim rheinland-pfälzischen Landtagsabgeordneten und langjährigen Mainzer SPD-Parteichef Klaus Hammer, danach als Grundsatzreferent im Ministerium für Wissenschaft, Weiterbildung, Forschung und Kultur von Rheinland-Pfalz im Büro des Staatsministers Jürgen Zöllner. Im Jahr 2002 wurde er zum hauptamtlichen Beigeordneten der Stadt Mainz für Soziales, Jugend, Gesundheit und Wohnen gewählt, nachdem seine Vorgängerin Malu Dreyer als Sozialministerin in das rheinland-pfälzische Kabinett gewechselt war. Ab Mai 2006 war Michael Ebling Staatssekretär in den Ministerien, denen Doris Ahnen vorsteht: zuerst im Ministerium für Bildung, Frauen und Jugend, ab Dezember 2006 im Ministerium für Bildung, Wissenschaft, Jugend und Kultur (MBWJK) und ab Mai 2011 im Ministerium für Bildung, Wissenschaft, Weiterbildung und Kultur (MBWWK) des Landes Rheinland-Pfalz.

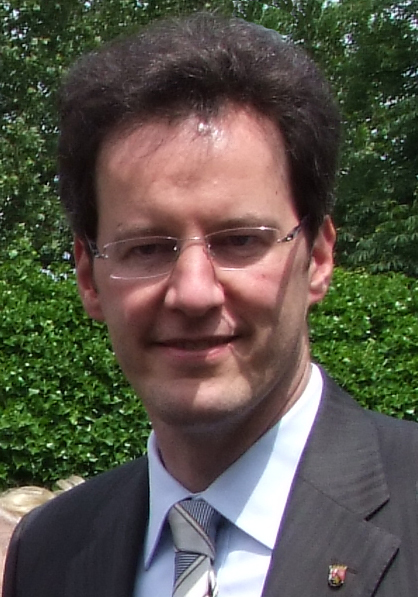
Ebling in seiner Zeit als Staatssekretär (2009)

### Politischer Werdegang
Ebling trat 1983 in die SPD ein. Von 1994 bis 2002 war Ebling Stadtratsmitglied und übte dort unter anderem das Amt des kulturpolitischen Sprechers der SPD-Fraktion aus. Zudem war er Mitglied im Fraktionsvorstand. Von 1995 bis 2007 war er Vorsitzender der SPD Mombach und 1995 bis 2002 als Nachfolger von Ursula Distelhut Ortsvorsteher von Mainz-Mombach. Im Jahr 1998 wurde Ebling zum stellvertretenden Vorsitzenden, im November 2008 zum Vorsitzenden der Mainzer SPD gewählt. Den Vorsitz der Mainzer SPD legte er im November 2017 nieder. Zudem ist er Vorsitzender des SPD-Regionalverbandes Rheinhessen.

### Weitere Ämter
Michael Ebling ist Vorsitzender des Stiftungsvorstandes der Albert und Loni Simon Stiftung mit Sitz in Mainz und seit 2005 Vorsitzender des DRK-Kreisverbandes Mainz-Bingen. Seit 2007 ist er „Protokoller“ des Mombacher Carneval Verein „Die Bohnebeitel“, legt dieses Amt jedoch aufgrund von möglichen Interessenskonflikten in Wahljahren unregelmäßig nieder. Seit 2013 ist er einer von fünf stellvertretenden Vorsitzenden der Sozialdemokratischen Gemeinschaft für Kommunalpolitik. Ab dem Jahr 2014 engagiert sich Ebling im Präsidium des Deutschen Städtetages.
Ab dem 1. Januar 2016 bis zu seiner Ernennung zum Minister 2022 war Ebling Präsident des Verbands kommunaler Unternehmen.
Am 6. Dezember 2019 wurde er in Mayen zum neuen Vorsitzenden des rheinland-pfälzischen Städtetags gewählt. Am 3. November 2022 wurde er von David Langner in diesem Amt abgelöst.
Bei den Kommunalwahlen am 9. Juni 2024 wurde Ebling für die SPD erneut in den Stadtrat von Mainz gewählt. Aufgrund seiner gleichzeitigen Aufgabe als Innenminister, als der er auch für die Kommunalaufsicht verantwortlich ist, galt seine Nominierung im Vorfeld als umstritten. Zum 30. Juni 2025 legte Ebling sein Stadtratsmandat nieder, um sich auf seine Kandidatur im Wahlkreis Mainz I zur Landtagswahl 2026 zu fokussieren.

### Oberbürgermeister von Mainz
Michael Ebling, der für die SPD als Oberbürgermeisterkandidat bei den Wahlen 2012 antrat, errang im ersten Wahldurchgang am 11. März 2012 mit 40,5 % die höchste Stimmenanzahl. Bei der Stichwahl am 25. März setzte sich Ebling gegen den Zweitplatzierten, Bürgermeister Günter Beck von den Grünen, durch und gewann mit 58,2 % die Stichwahl. Die Wahlbeteiligung lag bei 34,3 %.
Er trat sein Amt am 18. April 2012 an. Michael Ebling ist der 27. Oberbürgermeister von Mainz seit 1800. Im Juni 2019 wurde er von der Mainzer SPD erneut als Kandidat für die Oberbürgermeisterwahl nominiert. Diese fand am 27. Oktober 2019 statt. Ebling holte hier 41 Prozent der abgegebenen Stimmen und trat in einer Stichwahl gegen den parteilosen Nino Haase an. In der Stichwahl am 10. November erhielt Ebling 55,2 Prozent der Stimmen und wurde damit für eine zweite Amtszeit bestätigt. Im Zuge seiner Ernennung zum Landesinnenminister legte er im Oktober 2022 das Oberbürgermeisteramt nieder.
In Eblings Amtszeit fielen unter anderem die Fertigstellung der neuen Straßenbahnstrecke auf den Lerchenberg („Mainzelbahn“) im Dezember 2016, die Planung eines neuen Einkaufszentrums in der Mainzer Innenstadt sowie eines Neubaugebiets am Zollhafen und der Bau des Wohnquartiers Heilig-Kreuz Areal. Zudem fiel auch der erste Bürgerentscheid der Stadt Mainz zum Bau des sogenannten Bibelturms, einer Erweiterung des Gutenberg-Museums, in Eblings Amtszeit. Der Stadtrat entschied sich im April 2017 für den Bau am Liebfrauenplatz. Eine Bürgerinitiative sprach sich gegen den Bau aus und erreichte den Beschluss für einen Bürgerentscheid, der im April 2018 durchgeführt wurde. Hier entschied sich eine Mehrheit von 77,8 % gegen den von Stadtrat und Oberbürgermeister befürworteten Bau. Die Realisierung der seit 2015 geplanten Bebauung der ehemaligen Generalfeldzeugmeister-Kaserne mit knapp 10 ha Fläche in der Mainzer Oberstadt stößt durch die Inanspruchnahme der Bundeswehr und gewünschte Flächen für Biontech bisher noch immer auf Widerstand. In Eblings Amtszeit wurde auch der Bau einer Klärschlammverbrennungsanlage in Mainz-Mombach beschlossen, diese sollte ursprünglich im Jahr 2020 fertiggestellt werden und ging im Sommer 2021 in den Probebetrieb.

### Innenminister von Rheinland-Pfalz
Nachdem Roger Lewentz am 12. Oktober 2022 seinen Rücktritt vom Amt des rheinland-pfälzischen Innenministers angekündigt hatte, wurde Ebling am folgenden Tag zu dessen Nachfolger ernannt.